# A Night of Thrills
A Night of Thrills é um filme mudo norte-americano de 1914, do gênero drama, dirigido por Joe De Grasse e estrelado por Lon Chaney. O filme é agora considerado perdido.

## Elenco
- Lon Chaney - Visitante
- Pauline Bush - Hazel
- William C. Dowlan - Jack
- Charles Manley - Howard Wild